# Wohnhochhaus Weitblick
Das Wohnhochhaus Weitblick ist ein 57 Meter hohes, in den Jahren 2014 bis 2016 erbautes Wohnhochhaus in Lörrach. Das schlanke Hochhaus steht unweit der Deutsch-Schweizer Grenze und bildet eine weit sichtbare Landmarke. Der architektonische Entwurf des Bauwerks stammt von der Arbeitsgemeinschaft der beiden Lörracher Büros Moser sowie Wilhelm und Hovenbitzer und Partner. Die Tragwerksplanung hat die Werner Sobek AG aus Stuttgart erstellt. Das Hochhaus ist eines von zwei Hochhäusern im Stadtteil Stetten, das dritthöchste der Stadt und das höchste reine Wohnhochhaus.

## Geschichte
Die Planungsarbeiten für das Wohnhochhaus Weitblick liefen in den Jahren 2012 bis 2015. Das dafür vorgesehene schmale Grundstück gehörte bereits der Wohnbau Lörrach, die als Bauträger fungierte, und wurde bis zur Errichtung als Parkdeck genutzt. Auslöser des Bauvorhabens war der Bebauungsplan der Innenentwicklung des Leibnizwegs, den bestehenden Gebäudekomplex um ein Wohnhochhaus zu erweitern.
Die bauliche Umsetzung erfolgte von November 2014 bis Juni 2016. Während der Errichtungsphase wuchs das Bauwerk alle zwei Wochen um ein Stockwerk an. Am 11. April 2016 konnte das Richtfest begangen werden. Das Hochhaus wurde von rund 50 Arbeitern errichtet. Bezugsfertig war das Wohnhochhaus ab Dezember 2016.

## Beschreibung

### Lage und Situation
Das Wohnhochhaus Weitblick steht an der Ecke Leibnizweg / Wiesentalstraße im Lörracher Stadtteil Stetten. Nördlich verläuft parallel am Leibnizweg die Bahnstrecke der Gartenbahn zwischen Lörrach und Weil am Rhein, die in 50 Meter Entfernung vom Hochhaus den Fluss Wiese überquert. Etwa 120 Meter südlich vom Hochhaus verläuft die Landesgrenze zwischen Deutschland und der Schweiz, wo sich die nördlichen Ausläufer des Naherholungsraums Lange Erlen befinden. Das Hochhaus bildet eine Landmarke, die besonders von südlicher Richtung über die Zollfreistrasse,  ein Teilstück der am Hochhaus vorbei verlaufenden Bundesstraße 317, wahrgenommen wird.
Das Wohnhochhaus bildet ein bauliches Ensemble mit dem östlich gelegenen, etwa halb so hohen Hochhaus, welches durch eine Staffelung von drei versetzten Baukörpern drei Hauseingänge aufweist. Um die teilweise starke Lärmbelastung durch die verkehrsreichen Verkehrswege zu reduzieren, befindet sich um die Hausanlage in der Leibnizstraße eine Lärmschutzwand. Von der Hammerstraße führt eine schmale, als Einbahnstraße gestaltete, Abfahrtsstraße westlich am Hochhaus vorbei in den Leibnizweg, welcher davor Sackgasse war. Diese Zufahrtsmöglichkeit entstand zusammen mit der Sanierung der bestehenden Wohnhäuser und der Errichtung des Hochhauses Weitblick.

### Architektur und Bautechnik

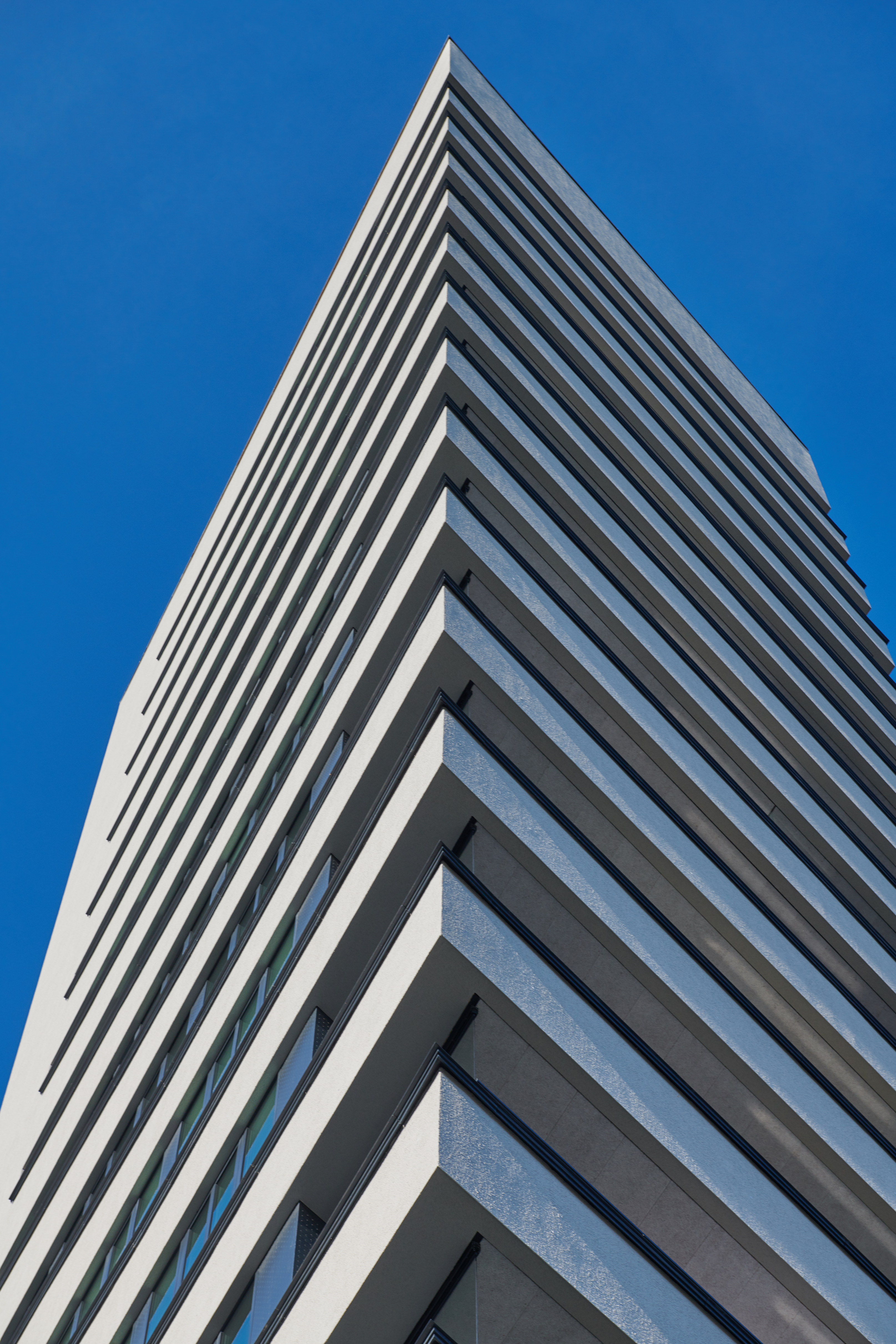
Detailansicht aus der Untersicht

Besonders auffällig und charakteristisch am Wohnhochhaus Weitblick ist sein parallelogrammförmiger Grundriss, der 19 auf 13 Meter misst. Der Wohnturm besteht mehrheitlich aus einer Stahlbetonkonstruktion. Lediglich die hochbelasteten Mittelstützen bestehen aus Verbundwerkstoffen. Zur Nordseite gibt es nur kleine, mittig angebrachte Fenster. Entlang der Ost- und Westfassade weist das Hochhaus Fensterbänder auf, die zur Nordseite hin nach unten abgeschrägt sind. Ebenfalls Fensterbänder sind zur Südseite umgesetzt, an denen weit auskragende Balkone den Blick ins benachbarte Riehen (Schweiz) und in die Basler Bucht ermöglichen.
Um die Wärmebrücken der Balkone thermisch zu entkoppeln, wurden diese mit einem Wärmedämmelement an die Deckenplatten angeschlossen. Der Versorgungsschacht, in dem beispielsweise der Aufzug untergebracht ist, verläuft exzentrisch an der Nordfassade und dient der besseren Aussteifung des Hochhauses. Neben dem Aufzug besteht ein mechanisch belüftetes (Not-)Treppenhaus.
Da sich das Haus in der Erdbebenzone 3 befindet, gründet es zur Standsicherheit auf 41 Großbohrpfählen. Das Hochhaus weist eine Gesamtfläche von 5.500 Quadratmetern auf, das zugehörige zweigeschossige Parkhaus hat eine Fläche von 2500 Quadratmetern.
In fast jedem Geschoss des Wohnhochhauses befindet sich eine eigene Wohneinheit, deren Fläche zwischen 83 und 170 Quadratmetern variiert. Alle Etagen sind durchgängig barrierefrei eingerichtet. Insgesamt weist das Hochhaus 20 Wohnungen auf. Die als Penthouse ausgebaute Dachgeschosswohnung hat eine Fläche von 345 Quadratmetern. Die Erdgeschosswohnung hat als einzige noch einen 250 Quadratmeter großen Garten. Da das Wohnhochhaus eine Höhe von knapp unter 60 Meter besitzt, genügt ein Sicherheitstreppenhaus; für höhere Wohnhochhäuser ist ein zweites Treppenhaus verpflichtend. Der Aufzug verläuft in einem feuerbeständigen Schacht und kann auch im Brandfall genutzt werden.

## Auszeichnungen
Das Hochhaus Weitblick erhielt 2017 die Hugo-Häring-Auszeichnung. In der Begründung zum Preis heißt es:

„Das aus Fußgängerperspektive eher defensiv anmutende Gebäude bezieht seine Stärke aus einer dynamischen Gesamtform und seiner überzeugenden Rolle als weithin sichtbare Landmarke am südlichen Stadteingang von Lörrach in unmittelbarer Grenznähe zur Schweiz mit großartigem Weitblick. Darüber hinaus setzt das Wohnhochhaus in einem schwierigen baulichen Umfeld ein optimistisches und zukunftsweisendes Zeichen von hoher baulicher Qualität. Die offene Struktur und der loftartige Charakter der Grundrisse ermöglichen eine flexible Gestaltung und lassen die Großzügigkeit der Architektur spüren.“

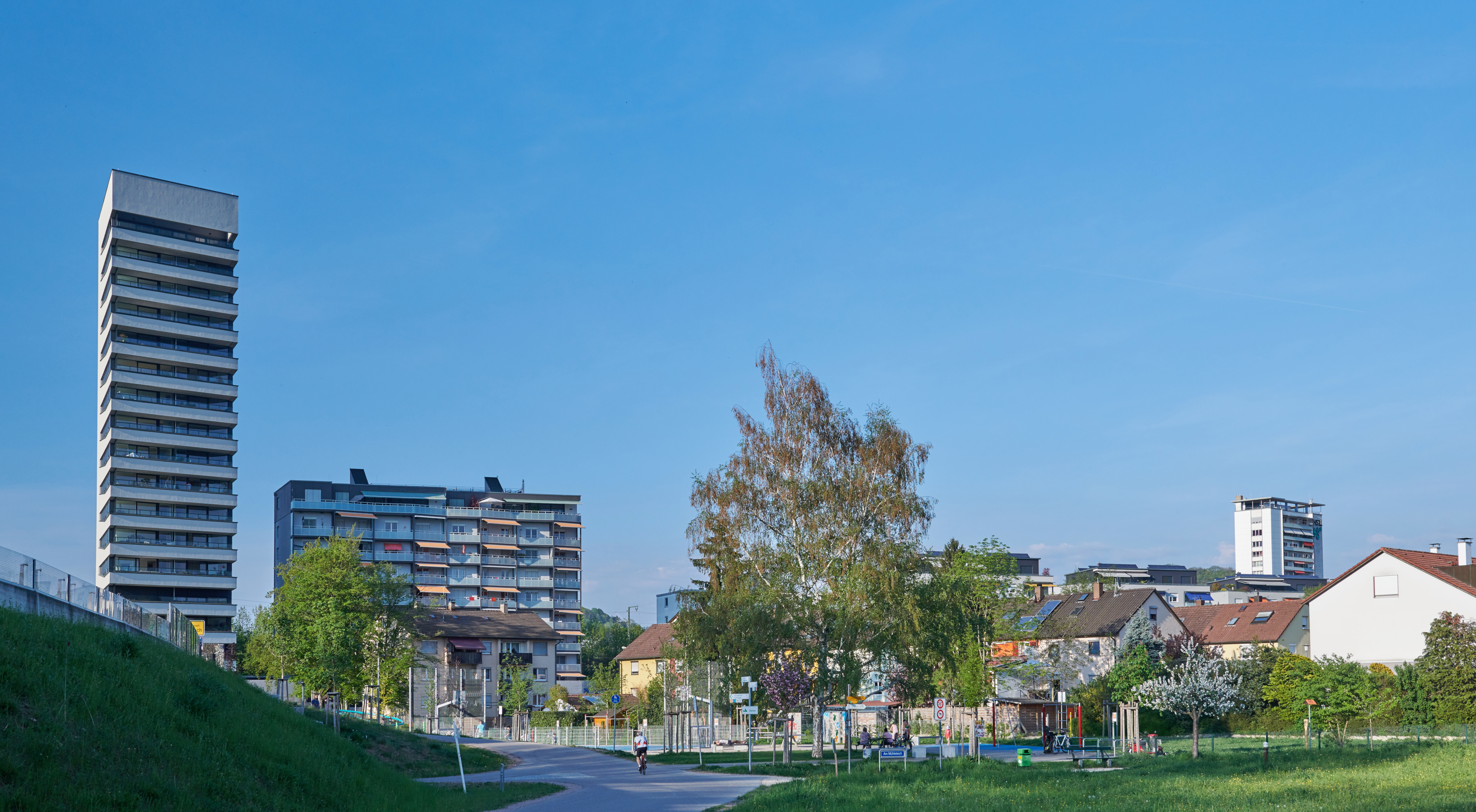
Blick von der Schweizer Grenze: links das Wohnhochhaus Weitblick, rechts das Hochhaus „Hotel Bijou“